# 古矢永塔子
古矢永 塔子(こやなが とうこ、1982年-　)は、日本の小説家。青森県生まれ。
弘前大学人文学部卒業後、上京してIT系プログラマーになり、その後当時遠距離恋愛中だったのちの配偶者を追って高知県に移り住み、結婚した。2017年より小説投稿サイト「エブリスタ」にて執筆活動を始め、2018年『恋に生死は問いません。』を改稿・改題した『あの日から君と、クラゲの骨を探している。』でデビュー。2020年、『七度笑えば、恋の味』で小学館主催の第1回「日本おいしい小説大賞」を受賞した。選考委員の山本一力、柏井壽、小山薫堂による最終選考会では、満票を得ての受賞だった。
小説を書き始めたきっかけは、娘とのふとした会話だったという。「お母さんの将来の夢は?」という問いに「お母さんはもう大人だから」と返したところ、「大人は夢を見ちゃいけないの?」と不思議そうに言われ、その日から毎日少しずつ小説を書き続け、夢を追い続けてきた、と語っている。

## 作品
- 『あの日から君と、クラゲの骨を探している。』宝島社 2018年2月6日 ISBN 978-4800279767
- 『七度笑えば、恋の味』 小学館 2020年2月14日　ISBN 978-4093865715